# Ryota Kajikawa
Ryota Kajikawa (梶川 諒太 Kajikawa Ryota?), född 17 april 1989 i Hyōgo prefektur, är en japansk fotbollsspelare.
Kajikawa började sin karriär 2011 i Tokyo Verdy. 2013 flyttade han till Shonan Bellmare. Efter Shonan Bellmare spelade han för V-Varen Nagasaki. Han gick tillbaka till Tokyo Verdy 2017. 2020 flyttade han till Tokushima Vortis.